# Parisis poindimia
Parisis poindimia är en korallart som beskrevs av Manfred Grasshoff 1999. Parisis poindimia ingår i släktet Parisis och familjen Parisididae. Inga underarter finns listade i Catalogue of Life.